# تيد وايت
تيد وايت (بالإنجليزية: Ted White)‏ هو ممثل أمريكي، ولد في 25 يناير 1927 بأوكلاهوما سيتي في الولايات المتحدة.

## أعمال

### أفلام
- (1984) ستارمان
- (1984) مغازلة الحجر[6]
- (1984) الفصل النهائي
- (1987) حيا أو ميتا

## وصلات خارجية
- تيد وايت على موقع IMDb (الإنجليزية)
- تيد وايت على موقع ألو سيني (الفرنسية)
- تيد وايت على موقع أول موفي (الإنجليزية)
- تيد وايت على موقع قاعدة بيانات الأفلام السويدية (السويدية)
- تيد وايت على موقع قاعدة بيانات الفيلم (الإنجليزية)
- تيد وايت على موقع كينوبويسك (الروسية)